# 체이스 센터

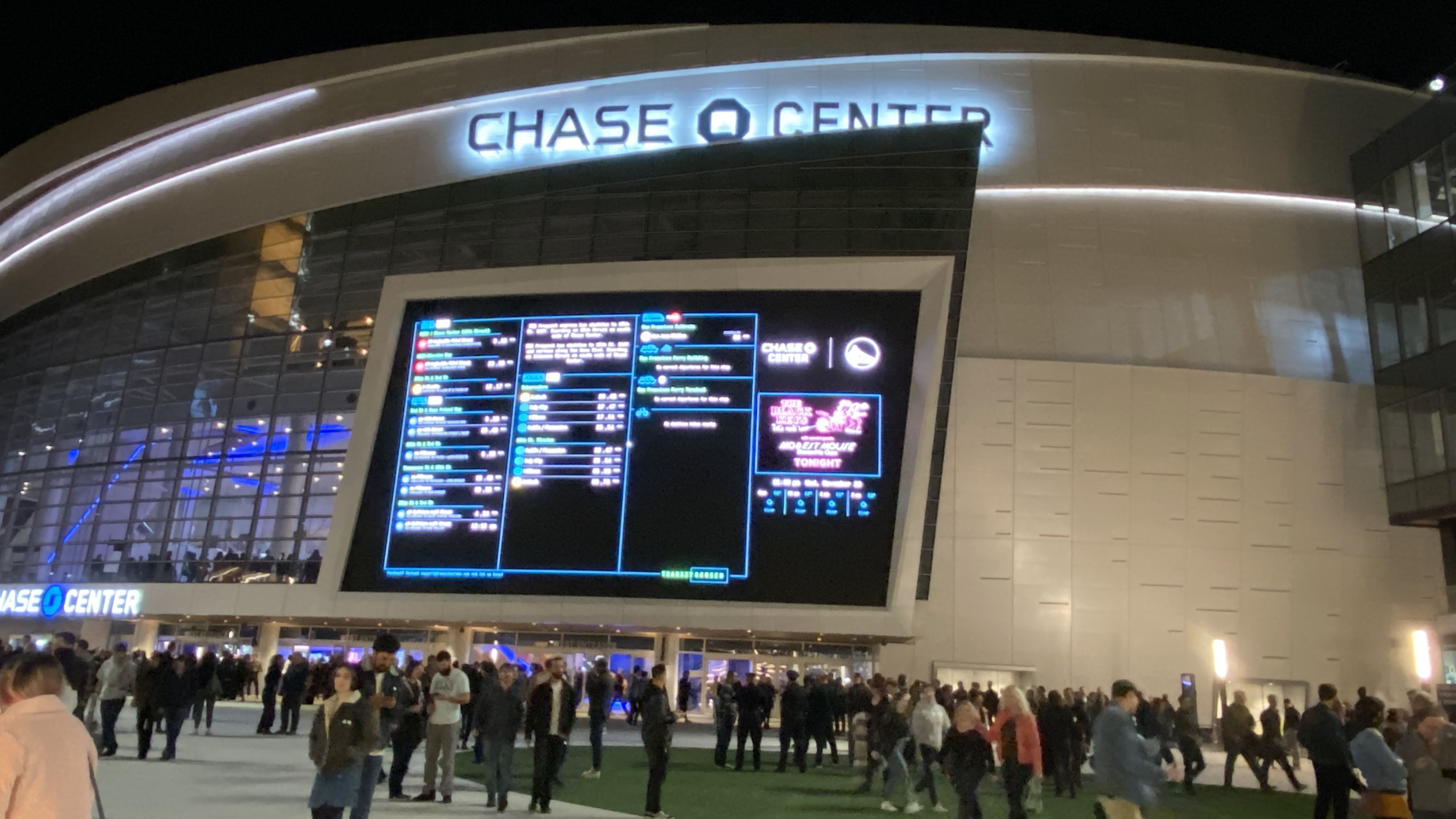
2019년 11월 20일 현재 예정된 토너먼트 및 콘서트에 대한 체이스 센터.

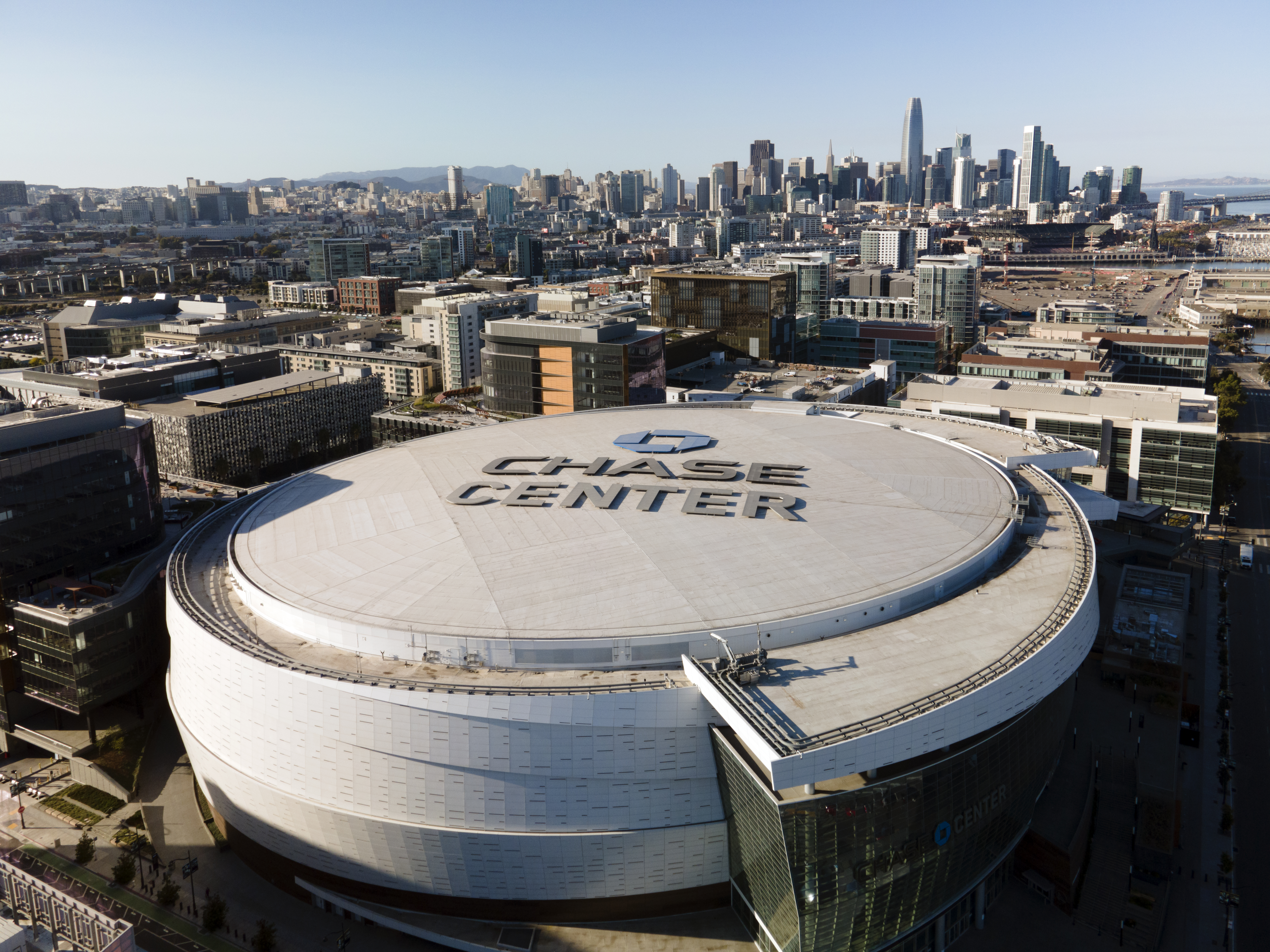
2020년 10월 샌프란시스코 체이스 센터.

체이스 센터(영어: Chase Center)은 미국 캘리포니아주 샌프란시스코에 있는 실내 경기장이다. 현재 NBA 골든스테이트 워리어스와 WNBA 골든스테이트 발키리스의 홈 경기장으로 사용되고, NBA G 리그 샌타크루즈 워리어스의 제2홈경기장으로 사용하고 있다.
이 경기장에는 오라클 공연 센터로 알려진 골든스테이트 워리어스의 연습 시설도 포함되어 있다.
| NBA 올스타전 개최 경기장 |                    |             |
| 2024년                   | 2025년 체이스 센터 | 2026년      |
| 게인브리지 필드하우스    | 2025년 체이스 센터 | 인튜이트 돔 |
|                          |                    |             |
|                          |                    |             |